# 聖約翰堡 (卑詩省)
聖約翰堡（英語：Fort St. John）是加拿大卑詩省和平河地區一座城市，接近和平河北岸，離喬治王子城以北約459公里。據2011年加拿大人口普查所示，聖約翰堡市內人口為18,609人，都會區人口則為26,380人，為該省東北部内陸的最大城市。

## 歷史
1793年，亞歷山大·馬更些（Alexander Mackenzie）在西北公司委託下在現卑詩省東北部探索，以尋找通往太平洋的通道。西北公司於1794年在現聖約翰堡市以北約6英里建立洛磯山交易站（Rocky Mountain House），令聖約翰堡一帶成為現卑詩省大陸部分最老的歐洲人聚居地。西北公司後來關閉洛磯山交易站，並於1806年在比頓河（Beatton River）匯入和平河之處設立松樹堡（Fort d'Epinette）。西北公司於1821年併入哈德遜灣公司後，松樹堡改稱聖約翰堡；名稱來源不明，但可能與施洗約翰聖日有關。
聖約翰堡於1823年關閉，到1858年則在和平河南岸重開，1873年遷至和平河對岸，再於1923年遷至現聖約翰堡市北部的魚溪（Fish Creek）畔。當地農業從1920年代起開始發展，而隨著阿拉斯加公路於1940年代興建及開通，聖約翰堡人口亦節節上升，並於1947年正式建制為村。聖約翰堡以南於1950年代發現石油及天然氣資源，當地能源業隨之開展。聖約翰堡於1950年代改制為鎮，再於1975年改制為市。

## 交通
卑詩省97號公路（阿拉斯加公路）為聖約翰堡的主要道路，從東南至西北方向橫越聖約翰堡，向西北通往育空地區和阿拉斯加，向東南通往道森克里克。聖約翰堡機場（IATA代碼：YXJ；ICAO代碼：CYXJ）位於聖約翰堡市以東，提供航班前往卑詩省和亞伯達省其他城市。

## 外部連結
- 维基共享资源上的相關多媒體資源：聖約翰堡
- （英文）City of Fort St. John （页面存档备份，存于）－聖約翰堡市政府官方網站